# Lisa Simone

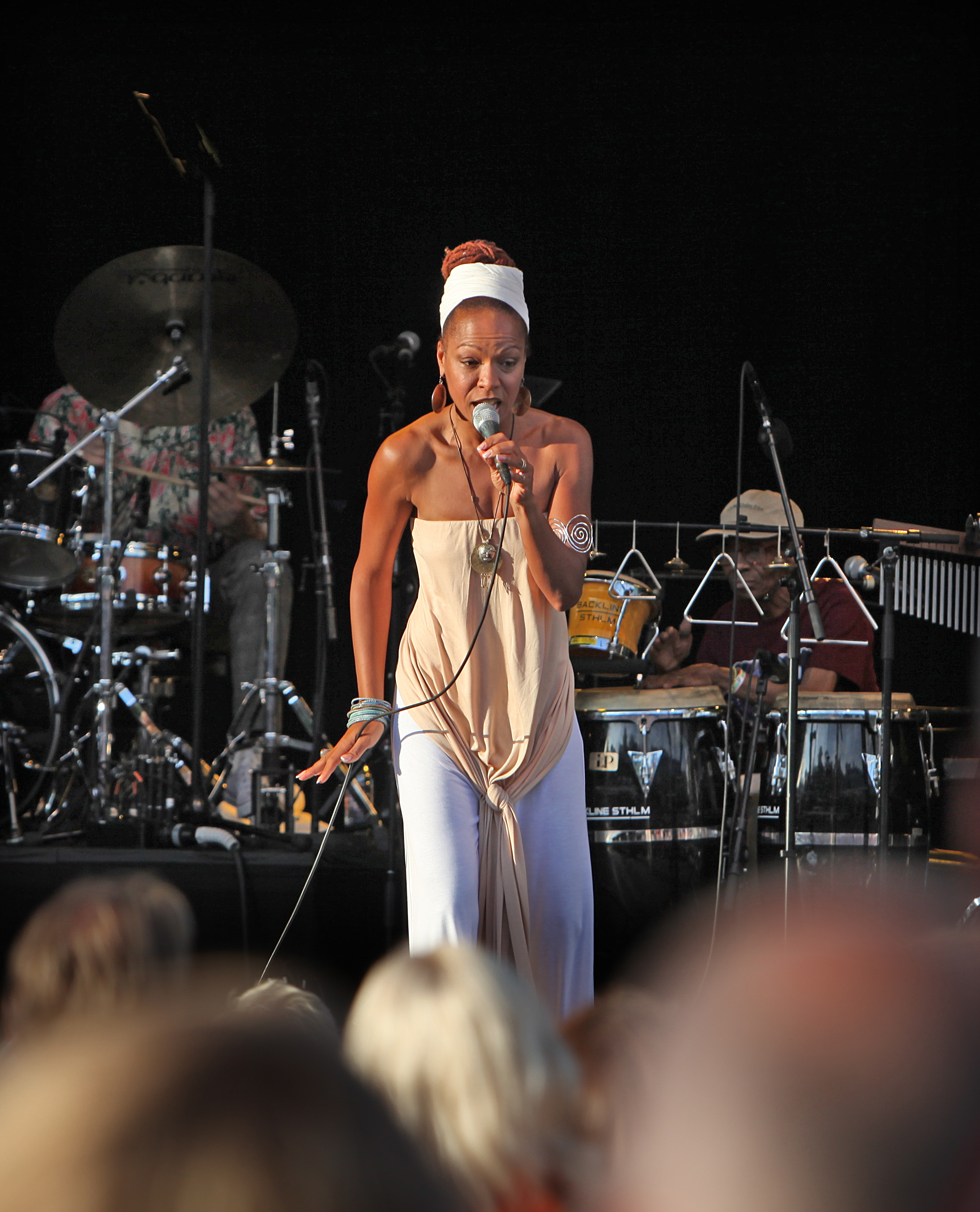
Lisa Simone (2009)

Lisa Simone (geboren am 12. September 1962 in Mount Vernon, New York, als Lisa Celeste Stroud) ist eine US-amerikanische Jazzsängerin und Musicaldarstellerin.

## Werdegang
Lisa Simone wurde 1962 in Mount Vernon im US-Bundesstaat New York geboren. Sie ist die Tochter von Nina Simone und deren Ehemann und Manager Andrew Stroud. Sie wuchs bei ihrer Tante Betty Shabazz auf. Als Simone zehn Jahre alt war, ließen sich ihre Eltern scheiden, und sie zog 1973 mit ihrer Mutter nach Barbados. Mit 13 Jahren besuchte sie eine Privatschule in der Schweiz. Mit 15 Jahren leitete sie ein Gesangsquintett in einer Kirche, in dem sie die Solos sang. Zwischendurch lebte sie ein Jahr lang bei ihrem Vater in New York City und bei ihrer Tante in Hudson (New York). Von 1982 bis 1993 diente Simone als Technikerin bei der U.S. Air Force in Frankfurt am Main. Dort wurde sie von Joan Faulkner als Sängerin entdeckt und trat gelegentlich in der Region auf. Nachdem sie 1993 die Armee verlassen hatte, widmete sie sich völlig dem Gesang.
Zunächst war sie als Hintergrundsängerin am Broadway tätig. Ihr internationales Bühnendebüt hatte sie in dem Musical Jesus Christ Superstar von Andrew Lloyd Webber. 1996 sang sie im Broadwaymusical Rent. 1998 nahm Simone sich eine Auszeit von der Schauspielerei und wirkte auf dem Album Here’s the Deal von Liquid Soul mit. 1999 wurde sie beim Guinness-Blues-Festival in Nordirland von ihrer Mutter für einen gemeinsamen Auftritt auf die Bühne geholt. Von Anfang 2002 bis Mitte 2003 spielte sie die Titelrolle im Musical Aida. 2007 spielte sie die Rolle der Fantine in Les Misérables. 2014 brachte Simone mit All Is Well ihr erstes Studioalbum heraus. 2016 folgte mit My World ihr zweites Album als Solokünstlerin.
Sie ist verheiratet und hat eine Tochter.

## Diskographie

### Alben
- 2014: All Is Well (Laborie Jazz)
- 2016: My World (Sound Surveyor Music)
- 2019: In Need of Love (Elektra Records)

### Gastauftritte
- 2000: Liquid Soul – Here’s the Deal
- 2015: V.A. – Nina Revisited: A Tribute to Nina Simone (RCA)